# Sudamericungulata
Sudamericungulata (лат.) — клада вымерших млекопитающих из грандотряда Полукопытные, надотряда афротериев (Afrotheria). Ранее включались в надотряд южноамериканских копытных (Meridiungulata). Обитали от 66,0 до 2,588 миллионов лет назад (то есть от палеоцена до плейстоцена) в Южной Америке, а также в Антарктике. Это были крупные травоядные животные, внешне походившие на современных слонов, носорогов и тапиров, а также некрупные травоядные, похожие на грызунов и зайцеобразных. Согласно филогенетическому анализу, является сестринской группой по отношению к даманам.

## Классификация
По данным сайта Paleobiology Database, на февраль 2024 года в кладу включают три вымерших отряда и один подотряд:

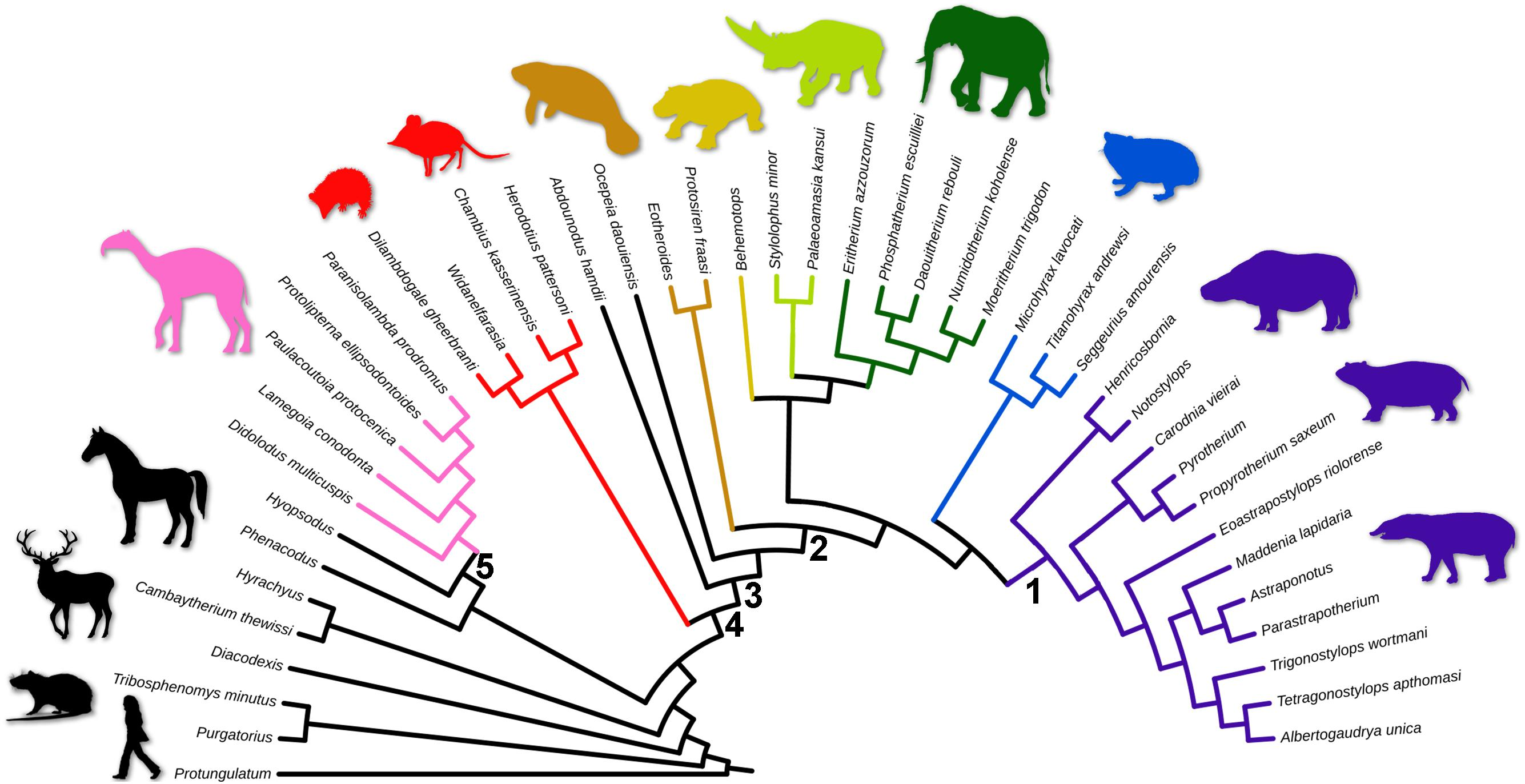
Кладограмма по анализу Л. С. Авиллы и Д. Моте (2021). Ксенунгулят представляет Carodnia.
1 — Sudamericungulata;
2 — Paenungulata;
3 — Paenungulatomorpha;
4 — Afrotheria;
5 — Panameriungulata.
Litopterna + “Didolodontidae”
Afroinsectivora
Sirenia
Desmostylia
Embrithopoda
Proboscidea
Hyracoidea
Sudamericungulata

- † Astrapotheria Lydekker, 1894
- † Notoungulata Roth, 1903
  - † Pyrotheria Ameghino, 1895
- † Xenungulata Paula Couto, 1952